# Heinrich Lackmann
Heinrich Lackmann (* 13. März 1927 in Schwefingen; † 23. November 2014 in Münster) war ein deutscher katholischer Theologe und Bibliothekar.

## Leben und Wirken
Heinrich Lackmann studierte nach seiner Reifeprüfung am Gymnasium in Meppen 1947 zunächst Philosophie und Katholische Theologie an der Philosophisch-Theologischen Hochschule Sankt Georgen und setzte 1951 sein Studium an der Universität Mainz fort, wo er sein Studium durch die Fächer Psychologie, Pädagogik und Geschichte ergänzte. An der Universität Mainz legte er 1953 die Lizenziatsprüfung für Katholische Theologie ab. Anschließend war er als wissenschaftlicher Assistent an der dortigen Universität tätig, wo er dann 1958 bei Karl Holzamer mit einer Arbeit über den Philosophen Max Scheler promovierte. Als Bibliotheksreferendar an der Universitätsbibliothek Mainz trat er 1959 in die Ausbildung für den höheren Bibliotheksdienst und absolvierte die Fachprüfung hierfür 1961 am Bibliothekar-Lehrinstitut des Landes Nordrhein-Westfalen. Von 1961 bis 1964 arbeitete er als wissenschaftlicher Bibliothekar an der Niedersächsischen Landesbibliothek Hannover. Von 1964 bis zum Eintritt in den Ruhestand 1990 war Lackmann dann an der Universitätsbibliothek Münster tätig, seit 1972 im Dienstrang eines Bibliotheksdirektors.
Lackmanns wissenschaftliche Veröffentlichungen beschäftigen sich vor allem mit Gottfried Wilhelm Leibniz und mit der Kirchengeschichte des Hochstifts Münster.

## Schriften
- Das Realitätsproblem in der phänomenologischen Systematik der Spätphilosophie Max Schelers. Dissertation Universität Mainz 1958.
- Meppen und Bokeloh. Zur Geschichte der Sachsenmission im Emsland. In: Jahrbuch des Emsländischen Heimatvereins, Bd. 8 (1961), S. 72–89.
- Die kirchliche Bücherzensur nach geltendem kanonischen Recht unter Berücksichtigung ihrer geschichtlichen Entwicklung und der heutigen Reformgedanken (= Arbeiten aus dem Bibliothekar-Lehrinstitut des Landes Nordrhein-Westfalen, Bd. 20). Greven, Köln 1962.
- (Red.): Eduard Bodemann / Die Leibniz-Handschriften der Königlichen öffentlichen Bibliothek zu Hannover. Olms, Hildesheim 1966.
- Leibniz’ bibliothekarische Tätigkeit in Hannover. In: Wilhelm Totok (Hrsg.): Leibniz. Sein Leben, sein Wirken, seine Welt. Verl. für Literatur und Zeitgeschehen, Hannover 1966, S. 321–348.
- Der Erbschaftsstreit um Leibniz’ Privatbibliothek. In: Studia Leibnitiana, Bd. 1 (1969), S. 126–136.
- Bibliotheca docet. Buchausleihe in der Paulinischen Bibliothek zu Münster in den Jahren 1845, 1855 und 1867. In: Helga Oesterreich (Hrsg.): Bibliothek in vier Jahrhunderten. Jesuitenbibliothek, Bibliotheca Paulina, Universitätsbibliothek in Münster 1588–1988 (= Schriften der Universitätsbibliothek Münster, Bd. 2). Aschendorff, Münster 1988, S. 355–385, ISBN 3-402-05345-4.
- Heinrich Lackmann (1850–1882). Historische Skizzen und biographische Notizen zum Lebensweg eines emsländischen Geistlichen im 19. Jahrhundert mit einem Überblick über die Geschichte des Hofes Lackmann und der Bauerschaft Schwefingen. Regensberg, Münster 1992, ISBN 3-7923-0638-7.
- (Hrsg.): Katholische Reform im Niederstift Münster. Die Akten der Generalvikare Johannes Hartmann und Petrus Nicolartius über ihre Visitationen im Niederstift Münster in den Jahren 1613 bis 1631/32 (= Westfalia sacra, Bd. 14). Aschendorff, Münster 2004, ISBN 3-402-03871-4.
- (Bearb.): Katholische Reform im Fürstbistum Münster unter Ferdinand von Bayern. Die Protokolle von Weihbischof Arresdorf und Generalvikar Hartmann über ihre Visitationen im Oberstift Münster in den Jahren 1613 bis 1616 (= Westfalia sacra, Bd. 16). Aschendorff, Münster 2012, ISBN 3-402-15495-1.
- Der Reformversuch im Kloster Cappenberg unter Kurfürst und Fürstbischof Ferdinand von Bayern. Die Visitationen in den Jahren 1613, 1623, 1626, 1628. Monsenstein und Vannerdat, Münster 2013, ISBN 978-3-95645-049-5.